# 植物地理学
植物地理学（英語：phytogeography）属于自然地理学的分支学科，是研究生物圈中各种植物和各种植被的地理分布规律、生物圈各结构单元（各地区）的植物种类组成、植被特征及其与自然环境之间相互关系的科学。

## 分類

### 區系植物地理學
研究大尺度的植物共同體的演變過程。

### 生態植物地理學
研究地理環境的差異與群落分布之間的關係，後演變為植物生態學。